# Аспидистра
Аспидистра, още семейно щастие (Aspidistra), е вид растение от семейство Зайчесянкови (Asparagaceae), чиято родина е Япония.

## Описание
Има широки, вечнозелени листа, достигащи често 70 см. Има цветове, които са дребни с тъмно лилав или кафяв цвят, но те са почти незабележими. Могат да бъдат открити след внимателен преглед в основата на растението. Някои видове имат кремави или нашарени цветове, но те са рядко срещани.

## Отглеждане
Лесно за отглеждане в домашни условия цвете. Полива се често независимо от времето. За да изглеждат добре и наситено зелени листата на аспидистрата, трябва да се тори обилно. Също така е хубаво, ако почвата на растението съдържа варовик. Аспидистрата не обича пряката слънчева светлина и високата влажност на въздуха, а расте по-добре в сенчести места. Не се влияе от ветровите течения. Температурата през деня трябва да бъде около 20 градуса, а през нощта 12 – 14 градуса. Размножава се чрез отделяне на новите крайници. Те се засаждат в обикновена пръст, но на по-голяма дълбочина.